# Fredrik Kjellstrand
Johan Fredrik Kjellstrand, född den 8 september 1826 i Hardemo socken i Örebro län, död den 24 januari 1898 i Skara, var en svensk tonsättare. 
Kjellstrand, som var musikdirektör vid Skaraborgs regemente, författade texten till operorna Irene och Fiskarflickan, ur vilken senare opera Hymn till natten, med musik av Söderman, är utgiven i Stockholm. Sånger i skogen, poetiska försök, utgavs 1854. Kjellstrand kompomerade marscher för militärmusik, flerstämmiga sånger samt en del av musiken till folklustspelet Löjen och tårar av Jolin.